# Flottningsmärke

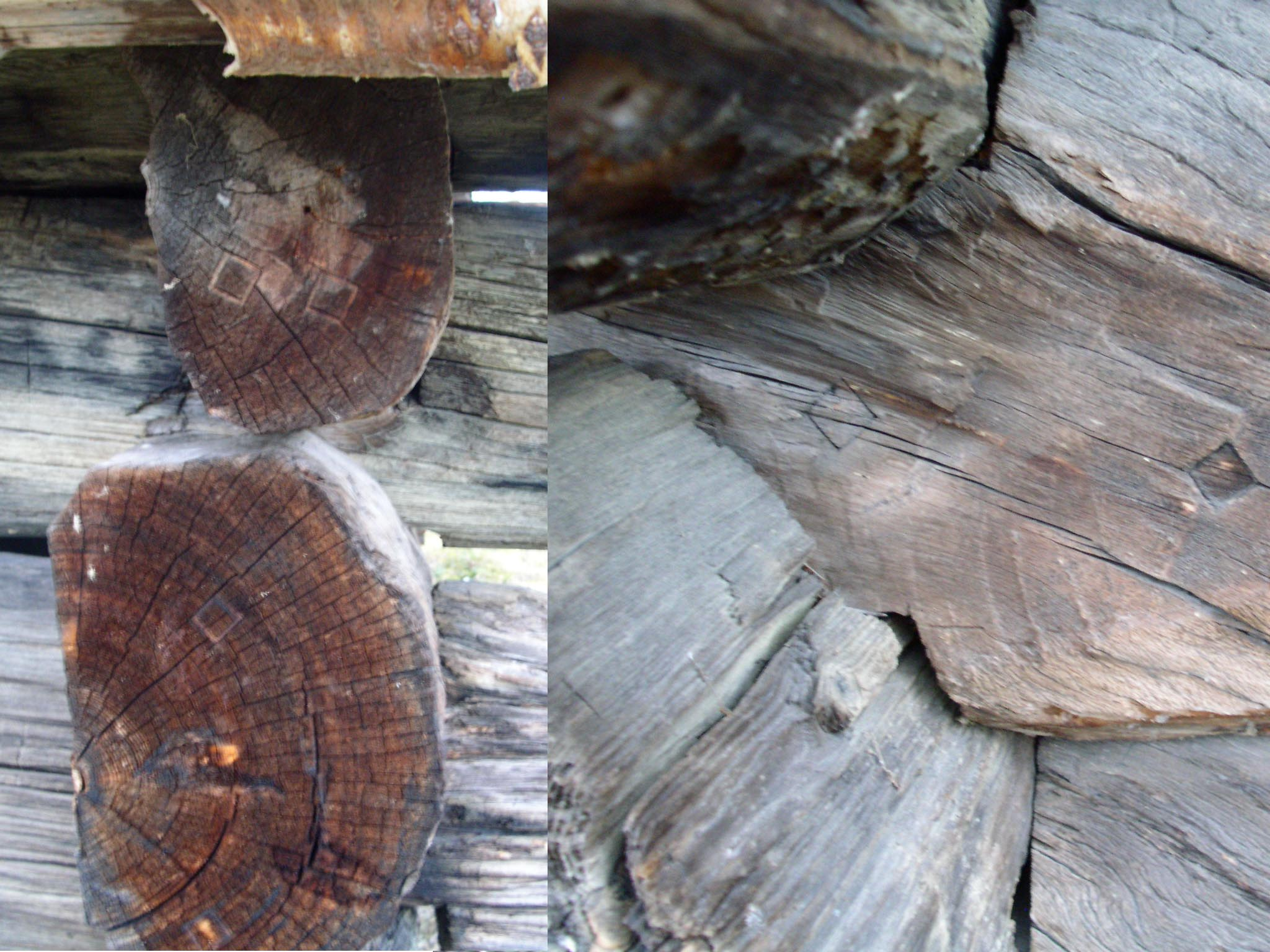
Kvadratiska trubb- respektive vassmärken på byggnad vid Gagnefs Minnesstuga vid Österdalälven. De kvadratiska märkena visar att flottgodset tillhört Stora Kopparbergs Bergslags AB. Stockarna är med stor sannolikhet gjorda av flottade torrtallar för att ersätta ruttet originaltimmer när byggnaden flyttades till sin nuvarande plats på friluftsmuseet 1913.

Krona med hack

Flottningsmärke, märke som slogs i timmerstockar vid timmerflottning, för att det vid skiljeställena skulle kunna avgöras vem varje stock tillhörde. Märkena gjordes med stämpelyxa dels på stockändarna (trubbmärke) dels på sidorna (vassmärke). I slutet av flottningsepoken (d.v.s 1950-60-talen) övergick man till märkning med färgprickar, som möjliggjorde effektivare skiljning.
Flottningsmärket "Krona med hack" (se bild) används bland annat i Forshaga kommunvapen.